# Basehor
Basehor és una població dels Estats Units a l'estat de Kansas. Segons el cens del 2000 tenia 2.238 habitants.

## Demografia
Segons el cens del 2000, Basehor tenia 2.238 habitants, 830 habitatges, i 650 famílies. La densitat de població era de 275,2 habitants per km².
Dels 830 habitatges, en un 36,3% hi vivien nens de menys de 18 anys, en un 64,5% hi vivien parelles casades, en un 11,1% dones solteres i un 21,6% no eren unitats familiars. En el 19,3% dels habitatges hi vivien persones soles el 9% de les quals corresponia a persones de 65 anys o més. El nombre mitjà de persones vivint en cada habitatge era de 2,7 i el nombre mitjà de persones que vivien en cada família era de 3,09.
Per edats la població es repartia de la següent manera: un 27,2% tenia menys de 18 anys, un 8,4% entre 18 i 24, un 28,1% entre 25 i 44, un 23,8% de 45 a 60 i un 12,6% 65 anys o més.
L'edat mediana era de 37 anys. Per cada 100 dones de 18 o més anys hi havia 87,4 homes.
La renda mediana per habitatge era de 52.831 $ i la renda mediana per família de 60.000 $. Els homes tenien una renda mediana de 40.540 $ mentre que les dones 27.708 $. La renda per capita de la població era de 20.731 $. Entorn del 2,8% de les famílies i el 4,1% de la població estaven per davall del llindar de pobresa.

## Poblacions més properes
El següent diagrama mostra les poblacions més properes.